# Apraklonidin
Apraklonidin (Iopidine) je simpatomimetik koji se koristi u terapiji glaukoma. On je agonist α2-adrenergičkog receptora i slab agonist alfa-1 adrenergičkog receptora.
Apraklonidin se administrira u koncentraciji od 1% za sprečavanje i tretman povišenog posthirurškog intraokularnog pritiska i 0.5% za kratkotrajnu adjunktivnu terapiju kod pacijenata na maksimalno tolerisanoj medicinskoj terapiji kojima je neohodna dodatna redirekcija intraokularnog pritiska. Jedna kap se obično dodaje jedan sat pre laserske operacije oka i još jedna kap nakon završetka procedure.

## Literatura
- Chen P, Chen J, Lu D, Chen Y, Hsiao C (2006). „Comparing efficacies of 0.5% apraclonidine with 4% cocaine in the diagnosis of horner syndrome in pediatric patients”. J Ocul Pharmacol Ther. 22 (3): 182—7. PMID 16808679. doi:10.1089/jop.2006.22.182.
- Aslanides l; Tsiklis N; Ozkilic E; Coskunseven E; Pallikaris l; Jankov M (2006). „The effect of topical apraclonidine on subconjunctival hemorrhage and flap adherence in LASIK patients”. J Refract Surg. 22 (6): 585—8. PMID 16805122.
- Koc F, Kansu T, Kavuncu S, Firat E (2006). „Topical apraclonidine testing discloses pupillary sympathetic denervation in diabetic patients”. J Neuroophthalmol. 26 (1): 25—9. PMID 16518162. doi:10.1097/01.wno.0000204648.79744.71.
- Garibaldi D, Hindman H, Grant M, Iliff N, Merbs S (2006). „Effect of 0.5% apraclonidine on ptosis in Horner syndrome”. Ophthal Plast Reconstr Surg. 22 (1): 53—5. PMID 16418668. doi:10.1097/01.iop.0000196322.05586.6a.
- Onal S, Gozum N, Gucukoglu A (2005). „Effect of apraclonidine versus dorzolamide on intraocular pressure after phacoemulsification”. Ophthalmic Surg Lasers Imaging. 36 (6): 457—62. PMID 16355950.

## Spoljašnje veze
|  | Molimo Vas, obratite pažnju na važno upozorenje u vezi sa temama iz oblasti medicine (zdravlja). |